# Giorgio Bocchino
Giorgio Bocchino (Firenze, 14 luglio 1913 – Firenze, 4 dicembre 1995) è stato uno schermidore italiano, specializzato nel fioretto. Ha vinto una medaglia d'oro (con Manlio Di Rosa, Giulio Gaudini, Gioacchino Guaragna, Gustavo Marzi e Ciro Verratti) ed una di bronzo nella scherma ai Giochi olimpici di Berlino del 1936.

## Palmarès
In carriera ha ottenuto i seguenti risultati:
 Giochi olimpici 
Individuale
- Bronzo nel fioretto a Berlino 1936

A squadre
- Oro nel fioretto a Berlino 1936[1]

 Mondiali 
Individuale
- Argento nel fioretto a Pieštany 1938
- Bronzo nel fioretto a Varsavia 1934

A squadre
- Oro nel fioretto a Budapest 1933
- Oro nel fioretto a Varsavia 1934
- Oro nel fioretto a Losanna 1935
- Oro nel fioretto a Parigi 1937
- Oro nel fioretto a Pieštany 1938

 Campionati italiani 
Individuale
- Oro nel fioretto nel 1935
- Oro nel fioretto nel 1938
- Oro nel fioretto nel 1940

A squadre